# Jules de La Gournerie
Le vicomte Jules Maillard de La Gournerie est un ingénieur et mathématicien français né le 20 décembre 1814 à Nantes et mort le 25 juin 1883 à Paris. Ses études concernent principalement la géométrie des courbes gauches et leur application à la stéréotomie.

## Biographie
Jules Antoine René Maillard de La Gournerie est le fils de Jacques Antoine Maillard de La Gournerie et de Juliette de Talhouët-Grationnaye, et le frère d'Eugène de La Gournerie (1807-1887).
Admis aux examens de l'École navale et le premier sur la liste en 1830, il en sort du vaisseau-école l'année suivante et est employé, durant un an, au service de correspondance et de transport de troupes qu'exigeait la récente occupation de l'Algérie. À la suite d'un conflit avec un lieutenant de vaisseau, qui lui avait donné un ordre sur un ton peu convenable, il est traduit devant un conseil de guerre en 1832, mais est acquitté et maintenu dans son grade. 
L'année suivante, il choisit de se présenter à l'École polytechnique. Il est le quatrième de sa promotion, après moins d'une année de préparation. Il en sort en 1835, dans l'École des ponts et chaussées, et entre dans la carrière d'ingénieur, et y débute sous les ordres de Léonce Reynaud, qui le joignit à ses travaux sur Bréhat.
Il contribue à plusieurs importants travaux : jetée du Croisic, creusement du bassin à flot et du canal maritime de Saint-Nazaire. Il est promu ingénieur en chef, puis inspecteur général des ponts et chaussées.
La Gournerie enseigne à l'École polytechnique à partir 1850 et au Conservatoire des Arts et Métiers à partir 1854, occupant la chaire de géométrie descriptive puis les fonctions d'examinateur des élèves. Son enseignement poursuit celui de Jean Nicolas Pierre Hachette en stéréotomie, notamment avec l'application des courbes au tracé des voûtes biaises, et la systématisation des principes de la perspective linéaire.
Il est le président de la Société mathématique de France en 1876.
En 1878, il est admis à l'Académie des sciences en qualité de membre libre.
Il fait construire le château de Martigné, à Donges. Il est conseiller général de la Loire-Inférieure (canton du Loroux-Bottereau) de 1874 à 1880.
Gendre de Joseph-Félix Le Blanc de La Combe, il est le beau-père d'Henri François Marie Anne Espivent de Perran et du comte Raymond de Parscau du Plessix.

## Publications
- Discours prononcé au Conservatoire impérial des arts et métiers, le 14 novembre 1854, à l'ouverture du Cours de géométrie descriptive, Paris, Mallet-Bachelier imprimeur-libraire, 1855 (lire en ligne)
- Traité de perspective linéaire contenant les tracés pour les tableaux, plans et courbes, les bas-reliefs et les décorations théâtrales, avec une théorie des effets de perspective, Paris, Dalmont et Dunod/Mallet-Bachelier, 1859 (lire en ligne)
- Traité de géométrie descriptive, Paris, Mallet-Bachelier imprimeur-libraire, 1860 (lire en ligne)
- Cours de stéréotomie professé à l'Ecole Impériale Polytechnique, 1860-62
- Recherches sur les surfaces réglées tétraédrales symétriques avec des notes par Arthur Cayley précédé du rapport de MM. Bertrand et Chasles, Paris, Gauthier-Villars éditeur-libraire, 1867 (lire en ligne)
- Mémoire sur l'appareil de l'arche biaise, suivi d'une analyse des principaux ouvrages publiés sur cette question et d'une réponse à des critiques sur l'enseignement de la stéréotomie à l'École polytechnique, 1872
- Institut de France. Académie des sciences. Discours de M. de La Gournerie, au nom de l'académie des sciences, pour les funérailles de M. le baron Séguier, le 16 février 1876, Paris, Imprimerie de Firmin-Didot, 1876 (lire en ligne)
- Le Produit brut dans les concessions de chemins de fer, 1878
- Les Chemins de fer rachetés, 1878
- Études économiques sur l'exploitation des chemins de fer, Paris, Gauthier-Villars imprimeur-libraire, 1880 (lire en ligne)
- Théorie et construction de l'appareil hélicoïdal des arches biaises, p. 5-29, 1887 Gauthier-Villars, Paris(lire en ligne)
- Traité de géométrie descriptive, vol. Première partie - Texte, Paris, Gauthier-Villars et fils imprimeurs-libraires, 1891, 3e édition revue et augmentée de la théorie de l'intersection de deux polyèdres par Ernest Lebon éd. (lire en ligne)
- Traité de géométrie descriptive, vol. Première partie - Atlas de 55 planches, Paris, Gauthier-Villars et fils imprimeurs-libraires, 1891, 3e édition revue et augmentée de la théorie de l'intersection de deux polyèdres par Ernest Lebon éd. (lire en ligne)

## Hommages
- Rue Jules-Maillard-de-la-Gournerie, à Rennes